# Monti Jayawijaya
I monti Jayawijaya, un tempo chiamati Orange Range (in lingua indonesiana Pegunungan Jayawijaya) sono una catena montuosa situata nella parte occidentale dell'isola della Nuova Guinea, più precisamente nella provincia indonesiana di Papua. Costituiscono la parte più orientale della catena dei monti Maoke.
La catena dei monti Jayawijaya si estende per una lunghezza di 370 km, ed ha il suo punto culminante nella cima del Puncak Trikora (4750 m).